# Аггрі Морріс
Морріс Аггрі Амброс (англ. Morris Aggrey Ambros; нар. 7 травня 1988, Занзібар, Танзанія) — танзанійський та занзібарський футболіст, захисник клубу «Азам».

## Клубна кар'єра
Народився на Занзібарі, розпочав футбольний шлях у місцевому клубі «Мафунзо», 2009 року завоював з цією командою титул переможця чемпіонату Занзібару. А 1 липня того ж року перейшов до «Азаму». У березні 2012 року був названий найкращим гравцем сезону 2011/12 років.

## Кар'єра в збірній
З 2009 року викликався до національної збірної Занзібару, за яку зіграв 15 матчів та відзначився 6-а голами. У 2012 році припини виступи за занзібарську збірну.
З 2010 року виступає у футболці національної збірної Танзанії.

### Голи за збірну Занзібару
| Гол | Дата              | Місце                                        | Суперник | Рахунок | Результат | Змагання                 |
| --- | ----------------- | -------------------------------------------- | -------- | ------- | --------- | ------------------------ |
| 1.  | 1 січня 2009      | Мандела Нешинл Стедіум, Кампала, Уганда      | Сомалі   | 2–0     | 2–0       | Кубок КЕСАФА 2008        |
| 2.  | 1 січня 2009      | Мандела Нешинл Стедіум, Кампала, Уганда      | Сомалі   | 2–0     | 2–0       | Кубок КЕСАФА 2008        |
| 3.  | 29 листопада 2009 | Спортивний Компелкс Муміас, Муміас, Кенія    | Бурунді  | 1–0     | 4–0       | Товариський              |
| 4.  | 8 грудня 2010     | Національний стадіон, Дар-ес-Салам, Танзанія | Уганда   | 2–2     | 2–2       | Кубок КЕСАФА 2010        |
| 5.  | 1 грудня 2011     | Національний стадіон, Дар-ес-Салам, Танзанія | Сомалі   | 3–0     | 3–0       | Кубок КЕСАФА 2011        |
| 6.  | 6 грудня 2012     | Мандела Нешинл Стедіум, Кампала, Уганда      | Кенія    | 2–1     | 2–2       | [[2012 Кубок КЕСАФА 2012 |

### Голи за збірну Танзанії
| Гол | Дата              | Місце                                 | Суперник | Рахунок | Результат | Змагання    |
| --- | ----------------- | ------------------------------------- | -------- | ------- | --------- | ----------- |
| 1.  | 14 листопада 2012 | CCM Кірумба Стедіум, Мванза, Танзанія | Кенія    | 1–0     | 1–0       | Товариський |

## Досягнення
- Прем'єр-ліга
  -  Чемпіон (1): 2013/14
  -  Срібний призер (5): 2011/12, 2012/13, 2014/15, 2015/16, 2017/18

- Клубний кубок КЕСАФА
  -  Володар (1): 2018